# 五溴化钽
五溴化钽是一种无机化合物，化学式 Ta2Br10。  它是一种黄色固体，可水解。该化合物采用边缘共享的双八面体结构（类似五氟化金），这意味着两个四方锥构型的TaBr5基团以一对桥接溴连接。Nb和Ta的五氯化物和五碘化物也是这种二聚体结构。（五氟化物是四聚体）

## 制备和存放
该材料通常是在管式炉中通过使溴与钽金属（或碳化钽）在高温下反应制得的。早期的金属溴化物有时比氯化物更加容易取得，因为处理液态的溴比气态的氯相对容易。 和其它的分子型金属卤化物一样，五溴化钽可溶于四氯化碳 (1.465 g/100 mL ， 30 °C)等非极性溶剂，不过它会和很多种溶剂反应。